# Accident ferroviaire de Sohag
L'accident ferroviaire de Sohag est un accident ferroviaire survenu le 26 mars 2021 lorsque deux trains sont entrés en collision dans le district de Tahta, dans le gouvernorat de Sohag, en Égypte. Au moins 32 personnes ont été tuées et au moins 165 autres ont été blessées. L'accident a eu lieu à une vitesse relativement faible et a entraîné la destruction de deux wagons tandis qu'un troisième a été renversé. L'incident a été déclenché par des « individus inconnus » qui ont intentionnellement déclenché les freins d'urgence ; le train suivant n'a pas pu s'arrêter, entraînant la collision.

## Contexte
Les chiffres officiels font état de 1 793 accidents de train survenus en Égypte en 2017.

## Accident
Le ministère égyptien des Transports a déclaré que les passagers du train allant de Louxor à Alexandrie avaient tiré les freins d'urgence entre les gares d'El Maragha et de Tahta, provoquant l'arrêt du train, où il a ensuite été heurté par un deuxième train, se rendant d'Assouan au Caire, ce qui a conduit à la destruction de deux wagons et au renversement d'un troisième.

## Conséquences
36 ambulances ont été dépêchées pour soigner les passagers.